# Église Saint-Pierre-Saint-Paul de Grémonville
Pour les articles homonymes, voir Église Saint-Pierre-et-Saint-Paul et Grémonville (homonymie).
L'église Saint-Pierre-Saint-Paul est une église catholique située à Grémonville, en France.

## Localisation
L'église est située dans le département français de la Seine-Maritime, sur le territoire de la commune de Grémonville.

## Historique
L'édifice est classé au titre des monuments historiques en 1988.